# Thamnophis butleri
Thamnophis butleri är en ormart som beskrevs av Cope 1889. Thamnophis butleri ingår i släktet strumpebandssnokar, och familjen snokar. IUCN kategoriserar arten globalt som livskraftig. Inga underarter finns listade i Catalogue of Life.
Arten förekommer vid de Stora sjöarna i USA och Kanada. Habitatet utgörs av gräsmarker, marskland och urbaniserade områden.